# Svanarydssjön
Svanarydssjön är en sjö i Värnamo kommun i Småland och ingår i Lagans huvudavrinningsområde. Sjön är 2,8 meter djup, har en yta på 0,216 kvadratkilometer och befinner sig 171 meter över havet. Sjön avvattnas av vattendraget Svanarydsbäcken.

## Delavrinningsområde
Svanarydssjön ingår i det delavrinningsområde (634779-140343) som SMHI kallar för Mynnar i Ruskån. Medelhöjden är 211 meter över havet och ytan är 18,69 kvadratkilometer. Det finns inga delavrinningsområden uppströms utan avrinningsområdet är högsta punkten. Svanarydsbäcken som avvattnar avrinningsområdet har biflödesordning 3, vilket innebär att vattnet flödar genom totalt 3 vattendrag innan det når havet efter 190 kilometer. Delavrinningsområdet består mestadels av skog (81 %). Avrinningsområdet har 0,66 kvadratkilometer vattenytor vilket ger det en sjöprocent på 3,5 %.